# NGC 5226
NGC 5226 este o galaxie lenticulară situată în constelația Fecioara. A fost descoperită în 5 aprilie 1866 de către John Dreyer.